# Terence Rose
Terence Rose – piłkarz z Turks i Caicos grający na pozycji obrońcy, reprezentant Turks i Caicos grający w reprezentacji w 2000 roku.
W 2000 roku, zawodnik ten rozegrał tylko jedno oficjalne spotkanie w drużynie narodowej. Jego drużyna przegrała w tymże meczu z reprezentacją Kajmanów (podczas turnieju Western Union Super Cup).
W tym samym roku rozegrał również dwa nieoficjalne spotkania w drużynie narodowej. Reprezentanci Turks i Caicos wygrali wówczas z młodzieżową drużyną Kajmanów (zwycięstwo 5–0 ekipy Turks i Caicos) i ponieśli porażkę 1–8 z jamajskim klubem Harbour View.

## Mecze w reprezentacji
- Opracowano na podstawie:[1]

| Mecze w reprezentacji | Mecze w reprezentacji | Mecze w reprezentacji | Mecze w reprezentacji | Mecze w reprezentacji | Mecze w reprezentacji | Mecze w reprezentacji |
| #                     | Data                  | Miasto                | Przeciwnik            | Wynik                 | Rozgrywki             |                       |
| --------------------- | --------------------- | --------------------- | --------------------- | --------------------- | --------------------- | --------------------- |
| 1.                    | 27.09.2000            | George Town           | Kajmany               | 0:3                   | WUSC 2000             |                       |